# Кавал (хор)
Хор „Кавал“ е български мъжки хор основан през 1927 г. по инициатива на диригента Боян Соколов в София.
Диригенти на хора последователно са: Боян Соколов (1927 – 1932), Лазар Максимов (1933 – 1935), Тодор Хаджиев (1936), Венедикт Бобчевски (1937 – 38), Атанас Маргаритов (1939 – 1948), Светослав Обретенов и Никола Бочев (1949 – 1951), Атанас Маргаритов (1952 – 1973), Михаил Ангелов (1973 – 1976), Михаил Милков (1977 – 2002).
През 1977 г., когато хор „Кавал“ празнува 50-годишнина, съставът е следният: 25 първи тенори, 25 втори тенори, 29 баритона и 32 баси – общо 111 души. До 1980 г. репертоарът на хора включва 115 български песни и 140 от чужди композитори при голям стилов диапазон: предкласика, класика, романтизъм, оперни хорове, религиозни песнопения, българска хорова класика, съвременни композитори.

## Международни концертни изяви
Унгария (1961, 1962, 1980), Чехословакия (1962), Франция (1964), Великобритания (1965, 1966, 1976), Югославия (1963, 1967), Румъния (1970), СССР (1971, 1976, 1981), Австрия (1972), ФРГ (1972. 1973), Испания (1982,1986).

## Звания, награди и отличия
- Лауреат на I, II, III, IV, V и VI републикански фестивал на художествената самодейност – златни медали;
- Първа награда на Международния хоров конкурс „Бела Барток“ в Дебрецен, Унгария (1961 г.);
- Първа награда на XIX международен хоров конкурс в Ланголен, Великобритания (1965 г.)
- Втора награда за голям хор и трета награда за камерния състав на Международния хоров конкурс в Мидълзбро, Великобритания (1976 г.)
- Първа награда на Международния майски хоров конкурс във Варна (1979 г.)
- Орден „Кирил и Методий“ – I степен
- Орден „Червено знаме на труда“
- Орден „Георги Димитров“
- Почетен знак на София – I степен